# Teutoburška šuma
Teutoburška šuma (njem. Teutoburger Wald) je naziv za lanac šumovitih brda i relativno niskih planina u njemačkim pokrajinama Donja Saska, odnosno Sjeverna Rajna-Vestfalija, poznatom kao poprište znamenite bitke u kojoj su Germani nanijeli odlučujući poraz Rimljanima godine 9.  Do 19. stoljeća službeni je naziv za to gorje bio Osning, da bi kasnije bio promijenjen zahvaljujući njemačkom domoljublju koji je bitku uzeo kao simbol nacionalnog identiteta i jedinstva.